# Mesomyia doddi
Mesomyia doddi är en tvåvingeart som först beskrevs av Ricardo 1915.  Mesomyia doddi ingår i släktet Mesomyia och familjen bromsar. Inga underarter finns listade i Catalogue of Life.